# 上田合戦
上田合戦（うえだかっせん）は、信濃国の上田城（現：長野県上田市）と近隣の山城周辺、上田市の東部を南北に流れる神川付近などで行われた真田氏と徳川氏との戦いの総称である。
(他氏も参加していた。)
この地で真田氏と徳川氏の戦は2回行われ、天正13年（1585年）の戦を第一次、慶長5年（1600年）の戦を第二次とし区別する事もある。
上田は東信濃の小県郡にあり、この付近は上田城築城以前から武田氏・上杉氏・後北条氏の国境として不安定な地域であったが、真田昌幸が武田氏の下で上野国吾妻郡・沼田を平定後、小県郡を平定し、上田城を築城した。
この戦いで真田昌幸は主に上田城に籠もり戦ったことから、上田城の戦い、上田城攻防戦などとも呼ばれる。ただし、正確には上田城のみならず砥石城や丸子城など上田小県に点在する山城も含めた総力戦であったため上田合戦と呼ぶ方が相応しい場合もある。

## 第一次上田合戦
この戦いに限り、神川合戦、上田・神川の合戦とも呼ばれる。
天正10年（1582年）3月、織田信長が行った甲州征伐により武田氏は滅亡。甲斐から信濃、上野に及んだ武田遺領は織田氏家臣に分与され、武田旧臣の信濃国人衆らは織田政権に臣従した。同年6月に京都で織田信長が横死（本能寺の変）し、織田氏と友好関係だった北条氏が、北条氏直が指揮を執る5万6,000の兵で織田氏上野に侵攻し、織田政権の関東守護と目される滝川一益率いる2万を神流川の戦いで撃破し、滝川一益は領地の伊勢まで敗走する。これに前後して甲斐の河尻秀隆が国人一揆により戦死、北信濃の森長可も旧領の美濃に撤退し、南信濃の毛利秀頼も尾張へと撤退すると、織田領である信濃、甲斐、上野が一気に空白状態となり、越後の上杉景勝や相模の北条氏直、三河の徳川家康など近隣勢力が侵攻し、旧織田領を巡る天正壬午の乱が起こる。
甲斐を制圧した徳川家康が南信濃へ、上杉氏は北信濃へ、そして北条氏は上野国から碓氷峠を越えて東信濃へと侵攻した。このとき東信濃から西上野に勢力を保っていた真田昌幸は北条氏方に属していたが、徳川氏方の依田氏の工作により離反する。
10月には徳川・北条の間で和睦が成立するが、その和睦条件として徳川傘下となっていた真田氏の上野沼田領と北条氏が制圧した信濃佐久郡を交換することとした。
翌天正11年（1583年）から昌幸は上田城の築城に着手しており、沼田領や吾妻領を巡り北条氏と争っていた。
天正13年（1585年）には家康が甲斐へ着陣して昌幸に沼田領の北条氏への引き渡しと信濃国伊那郡中の替地を提示するが、昌幸は徳川氏から与えられた領地ではないことを理由にして拒否し、さらに敵対関係にあった上杉氏と通じた。同年7月、浜松に帰還した家康は昌幸の造反を知ると8月に真田討伐を起こし、家臣の鳥居元忠、大久保忠世、平岩親吉ら約7000の兵を真田氏の本拠・上田城に派遣する。
折しも、羽柴秀吉は越中国の佐々成政討伐（富山の役）に向かっており、真田討伐には秀吉を牽制して成政を側面援助する意図もあったとする指摘もある。
徳川軍は甲斐から諏訪道を北国街道に進み、上田盆地の信濃国分寺付近に兵を展開。これに対して真田方は約1200人であったと言われ、昌幸は上田城に、長男の信幸は支城の戸石城に篭城した。また支城の矢沢城には、昌幸の従兄弟矢沢頼康が上杉の援兵と共に篭城した。
閏8月2日に上田城に攻め寄せた徳川方は、二の丸まで進むがここで反撃を受け撃退される。更に後退の際に城方の追撃を受け、戸石城の信幸も横合いから攻めるに及びついに壊乱し、追撃戦には矢沢勢も加わり神川で多数の将兵が溺死した。この真田方の地の利を活かした戦法により、徳川軍は1300人もの戦死者を出したと言われる。一方、真田軍は40人ほどの犠牲ですんだ。
翌日、徳川方は近隣の小豪族で真田氏に味方した丸子氏（後、真田氏に臣従）の篭る丸子城を攻めるが、これも要害と頑強な抵抗に阻まれ攻略できず、以後20日間程対陣を続ける（丸子表の戦い）。この間に上杉勢援軍との小競り合いや更なる増援の報に接し、家康は援軍（井伊直政（一部部隊は当初より参陣）、大須賀康高、松平康重の5000）を出すと共に一時撤退を下令、これを受け徳川軍は28日に上田より撤退した。その後も、大久保忠世ら諸将は小諸城に留まり真田勢と小競り合いを繰り返すも、11月には譜代の重臣石川数正が豊臣家に出奔する事態に至り、完全に撤退することになる。
合戦の記録は真田家の『真田軍記』ほか、徳川方の『三河物語』にも記されている。この戦いで昌幸は優れた智謀であると評されることとなる。また、この合戦によって徳川家康の真田氏に対する評価は高まり、結果として本多忠勝の娘である小松姫を真田信幸へ嫁がせて懐柔するきっかけともなった。
真田氏はその後豊臣政権に臣従しており、上田合戦に至るまでの諸勢力との外交や数郡を支配する勢力拡大は、真田氏が小領主から大名化していく過程であると指摘される。
上田市立博物館には、神川合戦の合戦図が所蔵されている。
なお、この上田合戦に連動して天正13年（1585年）9月から天正14年（1586年）5月まで間、沼田城にも北条氏が数回に渡って攻撃を仕掛けていたが、昌幸の叔父にあたる城代矢沢頼綱（矢沢頼康の父）が撃退に成功している。

## 参戦武将
第一次上田合戦真田の本隊
真田軍武将
真田昌幸、真田信之、池田綱重、根津昌綱、板垣修理亮、大熊五郎左衛門、祢津志摩
上杉援軍武将
須田満親
丸子城戦
丸子三左衛門
沼田城戦
矢沢頼綱、矢沢頼康、金子美濃守
第一次上田合戦徳川の本隊
徳川軍武将（明確な総大将は不在）
鳥居元忠、大久保忠世、平岩親吉、柴田康忠、大久保忠教、岡部長盛、諏訪頼忠、保科正直
徳川援軍武将
井伊直政、大須賀康高、松平康重、牧野康成、菅沼定政

## 第二次上田合戦
昌幸や徳川家康、上杉氏は豊臣政権に臣従。後北条氏は天正18年（1590年）からの小田原征伐により没落し、家康は関東に移封された。慶長3年（1598年）、秀吉が死去し、豊臣政権では五大老筆頭の地位にあった家康の影響力が強まる。反徳川勢力は五奉行の石田三成を中心に結集し、慶長5年（1600年）6月、家康が会津の上杉征伐の兵を起こして大坂を離れると、三成は毛利輝元を総大将として西軍を組織し挙兵した（関ヶ原の戦い）。
昌幸は東軍の指揮を執る家康に従っていたが、慶長5年（1600年）7月下旬、下野犬伏で次男・真田信繁（幸村）とともに離反して上田に帰還し西軍に与した。これに対し、長男の信幸は東軍に従った。通説では、西東軍どちらが勝利しても真田一族が残れるよう分かれたとされる。しかし近年は信之の妻が家康の養女であり、信繁の妻は大谷吉継の娘で昌幸の妻が石田三成の妻とは姉妹の関係にあったことが理由と指摘されている。
徳川家康が指揮を執る東軍は、下野国小山において三成ら西軍の挙兵を知って、軍を西に返した。この時、家康の本隊や豊臣恩顧大名などの先発隊は東海道を進んだが、徳川秀忠が指揮を執る3万8000人の軍勢は宇都宮に留まり上杉への備えに当たった後、信濃国平定のため中山道を進んで上田城へ向かった。
9月2日に秀忠は小諸に到着した。9月3日、昌幸は上田に接近した徳川軍に対して、嫡男・信之を通して助命を懇願してきたので秀忠はこれを受諾する、ところが4日になり昌幸は態度を変え秀忠に対して挑発的な態度をとったため戦闘状態に入った。
秀忠軍は9月5日、上田城に接近し、真田信繁の守る上田城の支城・戸石城に対し、信繁の兄である信之の軍勢を差し向けると、真田信繁軍は撤退。これにより信之軍は戦わずして戸石城を接収した。
戸石城を落とした後、秀忠軍は9月6日に牧野康成率いる手勢が上田城下の稲の刈り取りを始めた。苅田を阻止しようと真田方の軍勢数百人が城から出てきたが敗れ、上田城へと逃走。それを追撃し上田城の大手門前まで迫ったが、ここで秀忠より撤退命令が下る。その後、8日に家康より上洛命令が下り、秀忠は上田に押さえの兵を残して美濃方面に転進する。
通常、第二次上田合戦は『烈祖成績』に「我が軍大いに敗れ、死傷算なし」と記されるように、大規模な合戦が行われ秀忠軍が大敗し、またこの敗戦により関ヶ原合戦に遅参したと考えられていた。しかしこれらを裏付ける当時の史料は無く、家譜類に刈田を起因とする小競り合いが記載されるのみである。また秀忠は上田城が予想外に頑強であることに驚き、9日に一旦全軍を小諸へと撤収した直後に家康の書状を携えた使者が到着し、その内容が「九月九日までに美濃赤坂へ着陣すべし」とされるが、森忠政宛秀忠文書から秀忠が上洛の報を受けたのは先述のように8日の上田である。
秀忠は上田城に押さえの兵を残して先を急ぐことにする。しかし、この上田での遅延だけでなく道中の悪天候も災いして、遂に9月15日の関ヶ原本戦に遅参してしまった。いずれにしても秀忠が上田城攻めを諦めたのは、家康の作戦方針の転換による急な参陣命令に従ったまでなのである。つまり秀忠は上田城を攻めあぐねたのではなく、それに専念する時間的な余裕を失い、打倒昌幸という本来の任務を中断せざるをえなくなったまでなのである。上田攻めに秀忠が専念していれば結果は違ったものになった可能性が高いと指摘されている。
松代城にあった徳川方の森忠政がこの戦闘後も葛尾城に兵を置いて上田城を見張らせていたことから、信繁が夜討・朝駆けを敢行し小競合いが続いたとされる。
また、追撃した牧野康成・忠成父子は部下を庇って出奔したため、一時謹慎となった。